# Marius Obekop
Marius Obekop (Yaoundé, 19 dicembre 1994) è un calciatore camerunese, centrocampista svincolato.

## Carriera

### Club
In carriera ha giocato 3 partite nella fase a gironi della CONCACAF Champions League.

### Nazionale
Ha giocato nelle nazionali giovanili camerunesi Under-17 ed Under-20.